# Jevgenij Tisjtjenko
Jevgenij Andrejevitj Tisjtjenko (ryska: Евгений Андреевич Тищенко), född den 15 juli 1991, är en rysk boxare som vann guld i tungvikt vid Olympiska sommarspelen 2016.